# Боснийско-венгерские войны
Боснийско-венгерские войны XII—XV веков — серия вооруженных конфликтов между Бановиной Босния (в XIV—XV веках Королевством Босния) с одной стороны, и Венгерским королевством с другой стороны, за независимость Боснии от Венгерского королевства. Вооружённое противостояние длилось почти три столетия и закончилось в XV веке завоеванием Боснии турками-османами.

## Хронология

### XII—ХIII век
Впервые Босния выходит на историческую арену как территория в составе Рашки (Сербии) но после 960 года она становится самоуправляемой территорией. В 1018 году Византия установила номинальную власть над Боснией. В XI — начале XII века в составе Хорватского королевства. В 1091 году король Венгрии Ласло I Святой захватил значительную часть посавской Хорватии и был избран королём Хорватии на съезде хорватской знати. В 1097 году венгерский король Кальман Книжник одержал победу над последним королём независимой Хорватии — Петаром Свашичем (его резиденция располагалась в городе Книн) в битве на горе Гвозд (к югу от Купы). В реальности ни Венгрия, ни Византия не имели особой власти над этим периферийным горным регионом, и местные правители пользовались значительной автономией. В 1102 году после заключения хорватско-венгерской унии Венгрия оккупировала часть Боснии, включая долину реки Рама. В 1136 году Бела II Венгерский вторгся в Боснию и создал титул «Бан Боснии» в качестве почетного титула для своего сына Ладислава II Венгерского. Венгерский король получил титул «Ramae rex» (король Рамы, то есть Боснии) и назначил банов (наместников короля) для управления провинцией. После периода контроля со стороны Византии бан Кулин Боснийский (правил в 1180—1204) вновь признал власть Венгрии. Тем не менее он вел себя как независимый правитель, предоставив торговые привилегии купцам из Дубровника, поощрял переселение ремесленников, рудокопов и мастеров из прибрежных городов Хорватии и добычу серебра и железной руды. Во время правления бана Кулина были сильны позиции еретиков-богомилов и Босния стала фактически независимой от Венгрии. После смерти Кулина, Венгрия предприняла ряд крестовых походов против «боснийских еретиков» и в 1250 году заставила банов вновь подчиниться ей. После поражения Шубичей в борьбе с хорватской знатью правителем Боснии вновь стал представитель из рода Котроманичей — Степан Котроманич. Этот правитель значительно укрепил и расширил Боснию на север и на запад, присоединив к государству сербский Хум с Поморьем. В 1290 году в Венгрии наступает период борьбы за престол, в который к власти в Боснии приходит династия банов, а затем королей Котроманичей, поддержавших неаполитанского претендента на венгерский трон. В период омлабления власти венгерских королей хорватские и западные сербские земли входят в состав Боснии. За это время Босния стала практически автономной и в конечном итоге была провозглашена королевством в 1377 году.

### XIV—XV века
В XIV—XV вв. баны и короли Боснии расширили территорию, которая стала последним большим средневековым королевством южных славян. Их экспансия привела к увеличению населения страны, главным образом за счет земель соседей хорватов, входившихв состав Венгрии, и после приобретения Герцеговины (Хум или Хумская земля) страна получила выход к Адриатике.
Вершины политического могущества Босния достигает в правление сына Стефана II Твртко (1351-1391), к-рый после гибели короля Вукашина и смерти  царя Стефана Уроша Немани (1371) присоединил западные сербские земли (бассейн верхнего течения  Дрины с притоками, Оногошт, Требине), а в 80-х гг. XIV в. часть Славонии и Далмации с Трогиром, Сплитом и Шибеником. В 1377 г. Твртко короновался с традиционным для Неманичей именем Стефан и титулом «король Сербам, Боснии и Приморья», чем хотел подчеркнуть наследственное право на царский венец своих родителей (он был правнуком сербского короля Драгутина по женской линии). Боснийскому кралю удалось нанести поражение венгерским войскам Сигизмунда. В 1389 г. боснийские войска приняли участие в Косовской битве на стороне сербов.
После смерти Твртко государство пришло в упадок. Венгрия вновь захватила центральную и северную части Далмации, которые Твртко приобрел в 1390. Кроме того, в XV веке боснийские короли потеряли власть над феодалами. Хум, в частности, управлялся представителями местных династий, такими, как Сандаль Хранич и его племянник Степан Вукчич. Последний в 1449 выбрал себе титул «герцег» (герцог), и после этого средневековый Хум стал называться Герцеговиной. В результате упадка Венгрия себе все хорватские земли, а Босния вскоре была завоевана Османской империей.